# Argimusco
Koordinaten: 37° 59′ 17″ N, 15° 2′ 34″ O

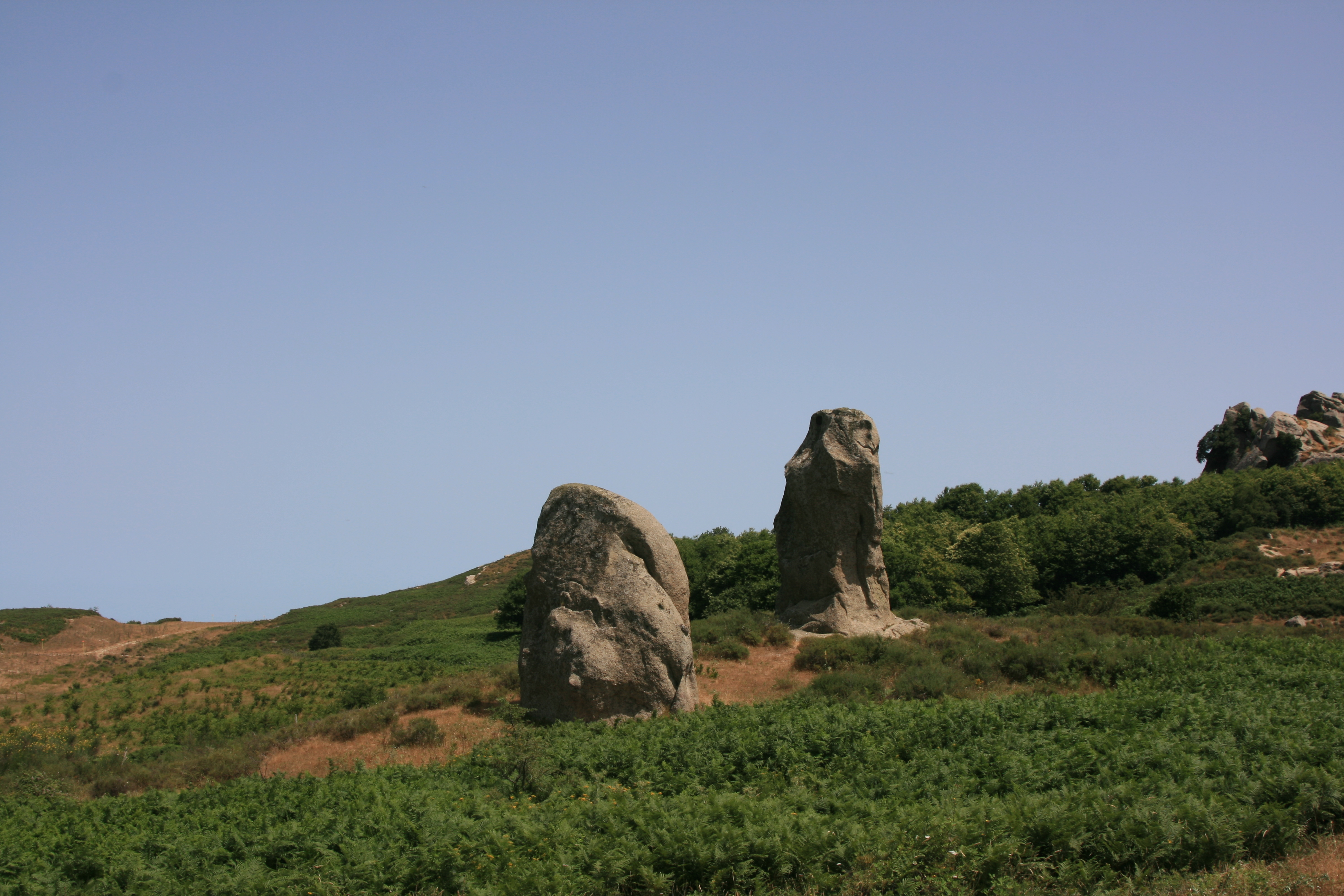
Einer der "Megalithen" auf dem Argimusco-Plateau.

Argimusco ist eine Hochebene in Sizilien zwischen 1100 und 1200 m Seehöhe, nördlich des Ätna, zwischen dem Monti Nebrodi und dem Monti Peloritani. Sie liegt innerhalb der Gemeinden Montalbano Elicona, Tripi (das an der Stelle des antiken Abacaenum erbaut wurde) und Roccella Valdemone. Die Hochebene bietet ein weites Blickfeld auf den Vulkan Ätna, den Liparische Inseln, der Berge Rocca di Novara und Pizzo di Vernà, des Capo Tindari, des Capo Calavà und des Capo Milazzo. Sie ist seit 1997 Teil des Natur- und Landschaftsschutzgebietes Riserva Naturale Orientata Bosco Di Malabotta (WDPA-ID 178913).

## Die Felsen
Der Ursprung der bizarren Formen der Quarzsandsteinfelsen sind im Wind und Regen zu suchen. Nach der lokalen Überlieferung werden die zahlreichen Megalithen aus Quarzarsenit einer prähistorischen Bevölkerung zugeschrieben. Ebenso wurden uralte Menhire und nicht mehr erkennbare Dolmen gefunden. Es wird allgemein angenommen, dass diese völlig natürlich sind und durch Winderosion entstanden sind.
Unter den Megalithen, rund um Portella Cerasa, stehen zwei große längliche Felsblöcke, während ein anderer Megalith, nicht weit entfernt, das Aussehen eines Adlers hat und mit einem Symbol der als Gott verehrten Sonne versehen ist. Weiter westlich, in Portella Zilla, umschloss ein rustikales Gebäude die Überreste eines Dolmen mit einem riesigen Felsblock davor, bei dem es sich um die Überreste eines umgestürzten Menhirs handeln könnte. Um die mutmaßlichen Monumente herum wurden keine Anzeichen für die Anwesenheit prähistorischer Menschen, wie Keramik, Werkzeuge oder Knochen, gefunden.
Die Anlage wird fälschlicherweise als megalithischer Komplex bezeichnet. Megalithen und Dolmen sind einfache, aus Stein von Menschen errichtete Bauwerke. Das berühmteste Beispiel ist Stonehenge. Auch in Sizilien gibt es dafür Beispiele, z. B. die Dolmen von Ragusa. Dies hat aber nichts mit den Argimusco-Felsen zu tun.

### Forschungen und Studien
Von Andrea Orlando, Doktor der nuklearen Astrophysik und Präsident des Instituts für sizilianische Archäoastronomie, wurden Studien über eine mögliche astronomischen Ausrichtungen der Felsen und damit einer rituellen oder sogar kalendarischen Funktion des Ortes durchgeführt. Er kommt zum Schluss, dass es sich um eine natürliche astronomische Ausrichtung handelt, welche von den Menschen der Jungsteinzeit als astronomischer Kalender benutzt wurde.
Andere Studien wurden von Paul Devins durchgeführt, der vom Menschen modellierten Felsen in Betracht zieht und ihre Realisierung für einige ihrer Teile ins Spätmittelalter oder sogar noch später verlegt.
Im Juni 2015 führte die SB Research Group der Universität Triest akustische Messungen auf der Suche nach akustischen Resonanzen zwischen den Felsen des Plateaus durch.

## Die Sternenspiegel-Theorie
Argimusco liegt etwas nördlich des Ätna und wird "Sternenspiegel" genannt. Sie ist eine wunderbare Stätte mit geformten megalithischen Felsstrukturen, von denen man annimmt, dass sie so angeordnet sind, dass Sternbilder um 11.000 v. Chr. nachahmen. Jede Art von Sternbilder darstellender Felskunst (nicht nur die modernen Tierkreiszeichen) basieren auf der alten Philosophie der Astrologie, die als siderische Astrologie bekannt ist. Es überrascht nicht, dass die Stätte als geomantisch bedeutsam eingestuft wurde und im Laufe der Jahrhunderte esoterische und okkulte Praktizierende angezogen hat. In Argimusco befinden sich zehn Steinstatuen, die die Sternbilder am Sommerhimmel darstellen.
Paul Devins sieht in Arnald von Villanova einen möglichen Baumeister der Anlage. Dagegen spricht jedoch die starke Verwitterung der Felsen. Arnald von Villanova selbst war ein Gegner der Alchemie und zahlreiche alchemistische Schriften wurden im fälschlicherweise zugeschrieben.

### Der Adler
Der Adler ist einer der faszinierendsten Megalithen. Er entsteht durch die Überlagerung von Blöcken aus fünfeckigen Flächen. Der Megalith zeigt einen Raubvogel, mit halb ausgebreiteten Flügeln und nach Süden gerichteten Kopf. In der Symbolik ist der Adler ein privilegiertes Wesen, das die Erde mit dem Himmel verbindet. Er ist das Symbol für die Seele des Verstorbenen. Letzterer wird nach dem Tod des materiellen Lebens zu neuem Leben geboren (wie der alchemistische Phönix, der aus der Asche aufsteigt, erhebt sich die Seele aus der alchemistischen Asche). Im Hintergrund des Adlers steht der wunderschöne Kegel des Berges Nettuno (Rocca Salvatesta), der wahrscheinlich als Sonnenwendeanzeiger fungiert.

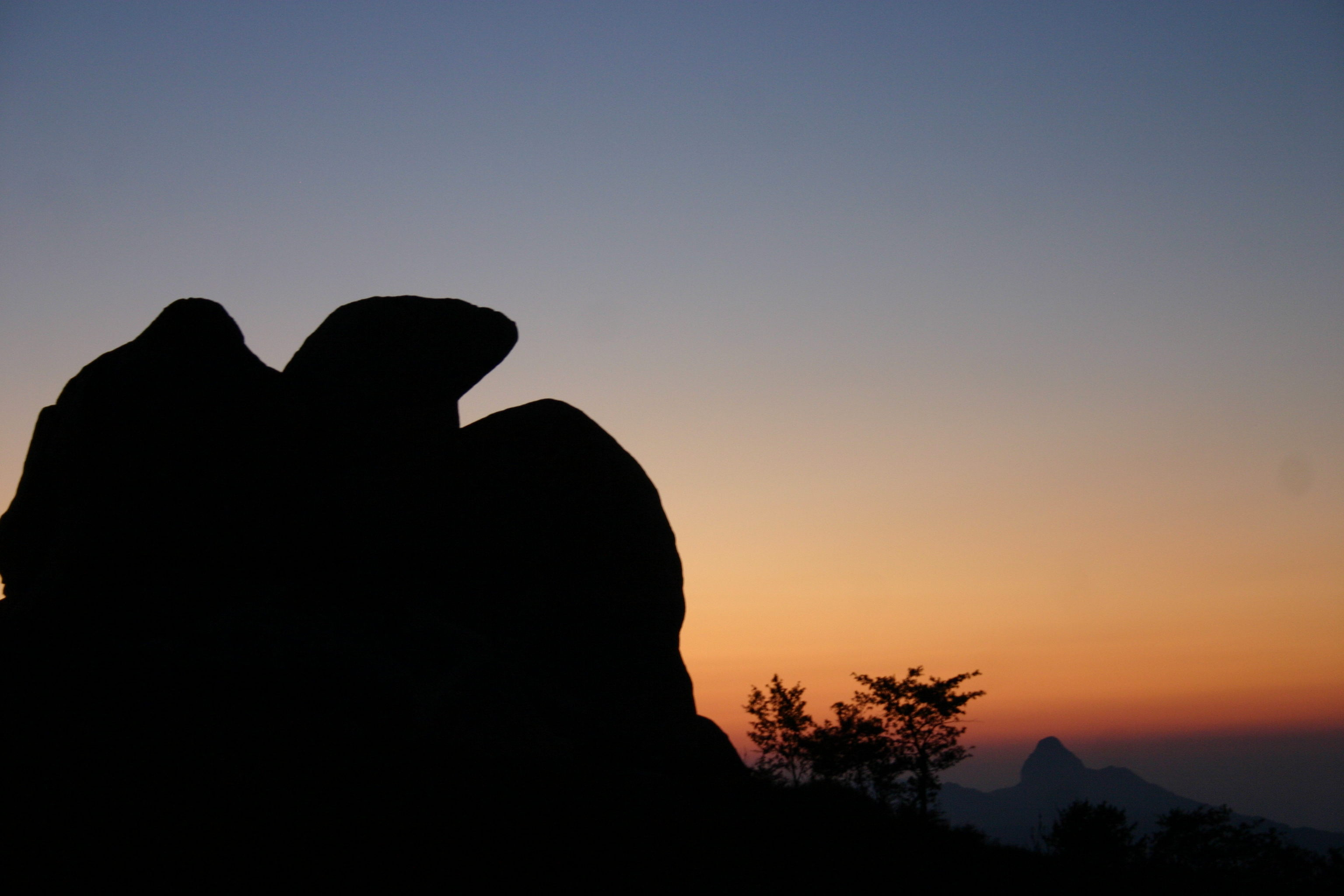
Adler

### Alchemisten-Symbole
Auf Argimusco wurden die Statuen des Pelikans, der Eule und schließlich ein Stein gefunden, der dem alchemistischen Destillierkolben ähnelt.

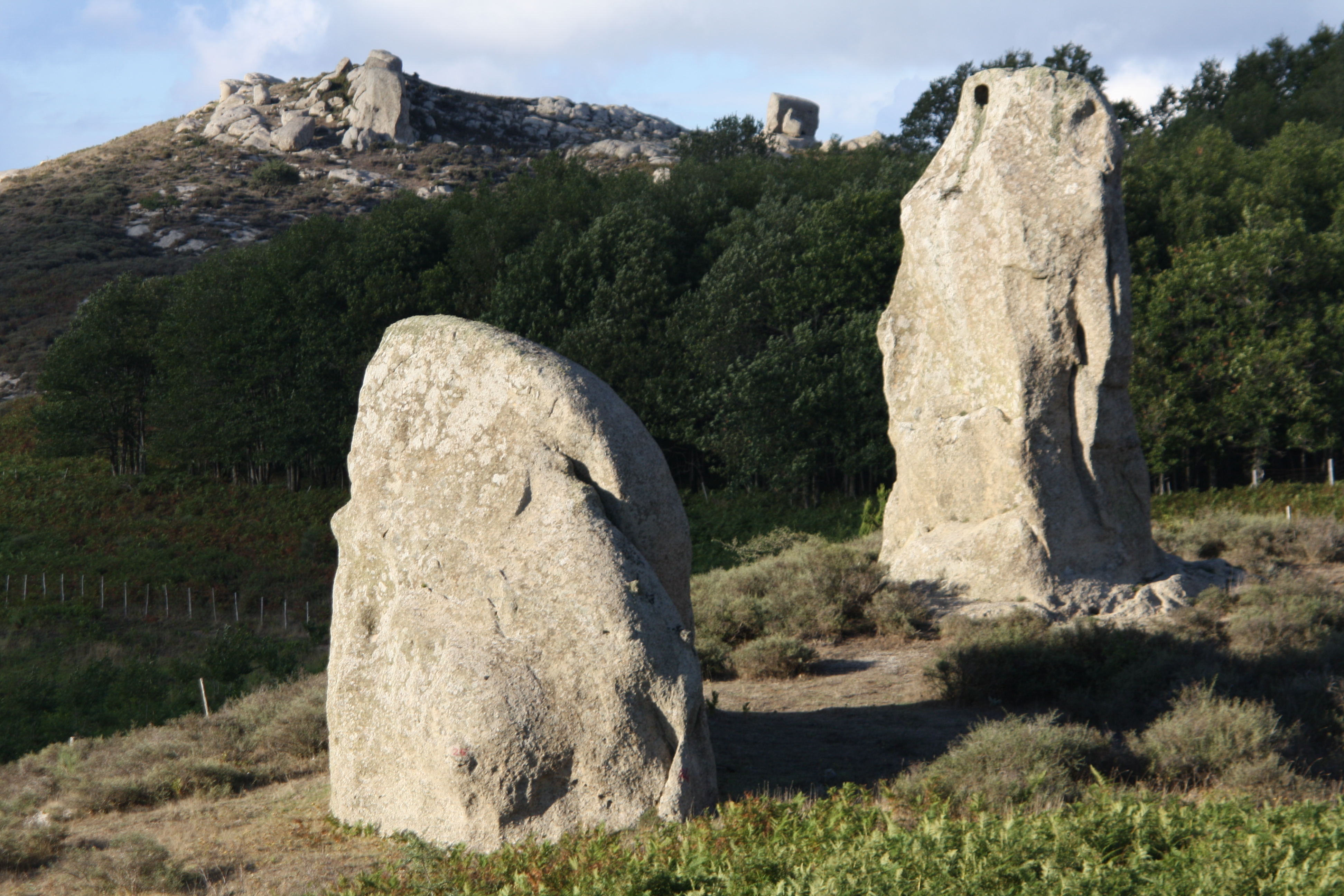
Pellikan und Eule

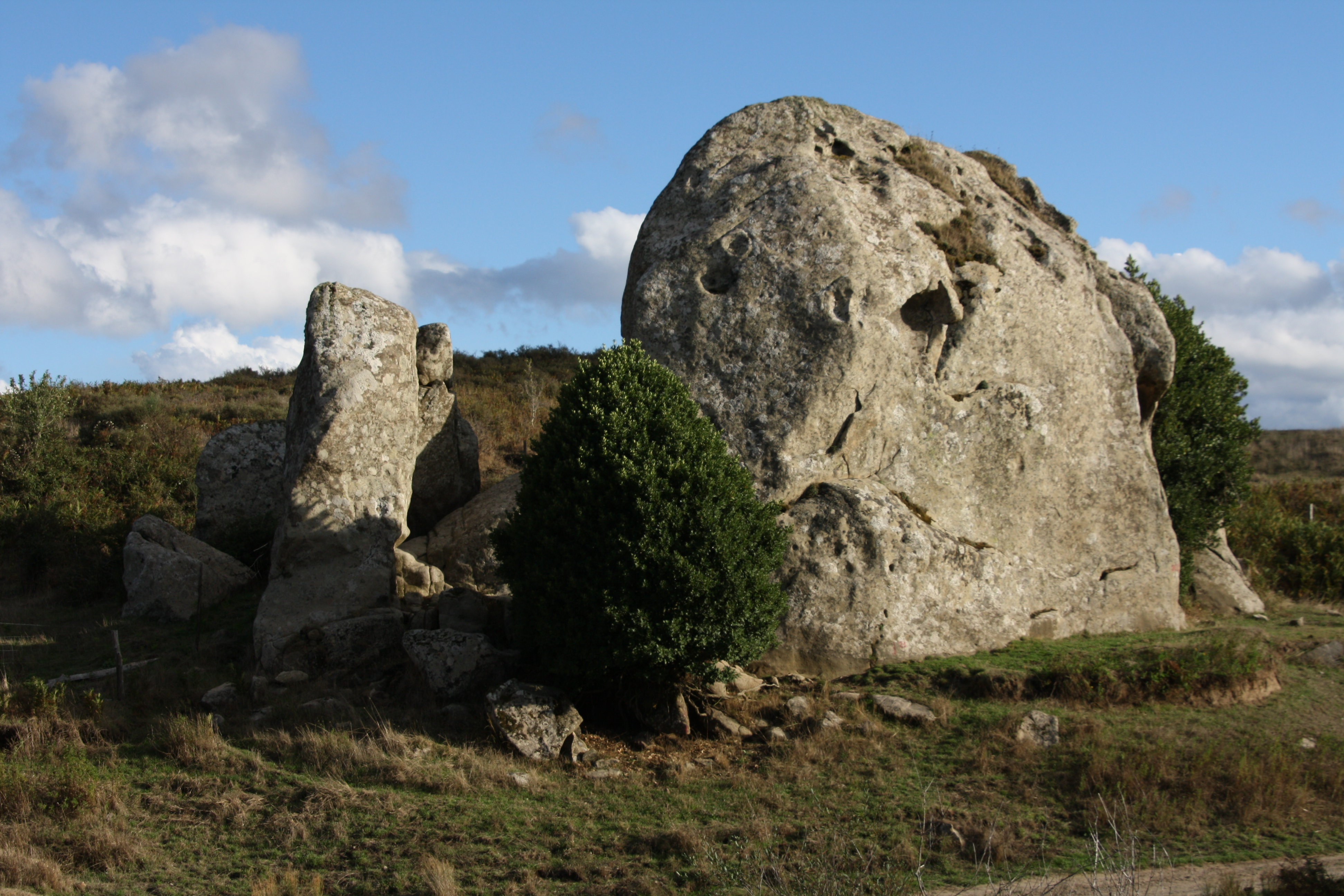
Pellikan und Eule

### Das Profil des Asklepios
An der nach Westen gerichteten Wand sieht man das hochmütige Profil eines jungen Mannes, der mit dem Gesicht nach oben in die untergehende Sonne blickt. Die doppelte Darstellung deutet auf die italienische Gottheit Janus hin, die damals in die römische Religion übernommen wurde und dem Monat des Jahresanfangs gewidmet ist. Mit ihr wurden verschiedene Durchgänge der Sonne an den Sonnenwenden auf der Nord-Süd-Diagonale gemessen. Tatsächlich spielt der Große Janusgfelsen eine zentrale Rolle in jeder Beziehung zwischen dem Norden (Äolische Inseln) und dem Süden (Ätna).

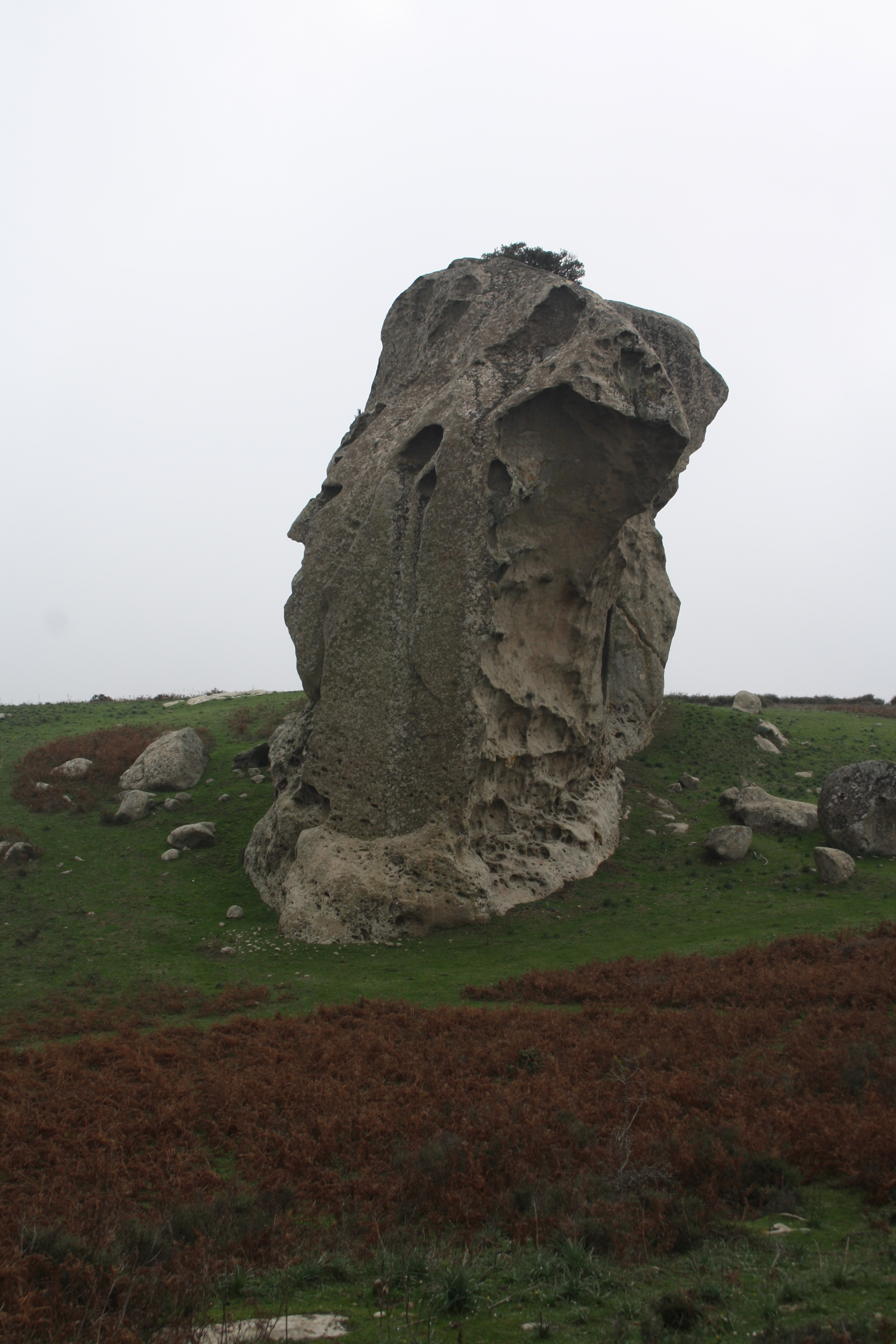
Ophiucus

### Jungfrau (Sternbild)
Wenn wir nach Westen blicken, können wir die unglaubliche Präzision, fast "Porträt", des Megaliths der "betenden Frau" oder "Jungfrau" bewundern. Es ist eine mysteriöse 26 Meter hohe androgyne Figur, mit zum Gebet gefalteten Händen. Man erkennt den Ellbogen, den Mantel, das Knie, die phrygische Kappe auf dem Kopf und sogar die Sockelbasis.

### Rituelle Waschung
Die Jungfrau ist das Zentrum des in Argimusco inszenierten "Sternenspiegels", da alle anderen Figuren eine Nebenrolle in Bezug auf sie spielen. Tatsächlich geht die Sonne in der Jungfrau zur Sommersonnenwende um 10.500 v. Chr. auf. In alchemistischen Begriffen verkörpert sie die weibliche göttliche Figur, die flüssiges Mondquecksilber ist, im Gegensatz zu der göttlichen apollonischen, männlichen Sonnenscheibe. Als Quecksilberelement befindet sie sich genau in der Nähe der Serpens-Konstellation und des Schlangenträgers (Ophiuchus) oder dem Symbol des Hermesstabes (Merkur), der aus einer Stab besteht, um die sich zwei Schlangen winden (Symbol der Medizin). Besonders bedeutsam, hoch oben auf dem Megalith der Jungfrau, befindet sich ein rechteckiges Becken, das vermutlich für rituelle Waschungen verwendet wurde.

### Tetragramm und Sexstant
Auf Argimusco gibt es ein Templer-Tetragramm und einen Steinsextanten. Der Sextant sollte als mittelalterliche astrologische medizinische Technik zur diagnostischen und therapeutischen Anwendung in Verbindung mit der Sphärenharmonie und dem Astrolabium gedient haben.
Die Sternenkonstellationen entstammen wahrscheinlich von Abd ar-Rahman as-Sufis Liber locis stellarum fixarum von 964. (Ein Manuskript aus dem 15. Jahrhundert befindet sich in der Forschungsbibliothek Gotha, Deutschland, Pergamenthandschrift M II 141, eine der zahlreichen Ausgaben der Liber locis stellarum fixarum, die Al Sufi 964 schrieb, um das Almagest des Ptolemäus aus dem Griechischen zu übersetzen.)
Sternbild Rabe (Hyginus - De astronomia) - Megalithstatue im Saba-Stil für die Astralmedizin des Arnald von Villanova. Camillo Leonardi in Speculum Lapidum, 1502: Corvus his cognitis vociferare incipiet: a longeque volabit ad hunc lapidem inveniendum: & invento ad nidum accedet: tactisque ovis ut cruda ac prolifica redibunt. Surripiatur lapis subito a nido. Cuius virtus est divitias augere, honores praebere ac multa futura praedicere.
Sternbild Löwe Arnald von Villanova in De Sigillis: Sigillum est leonis: XI die ante kalendas augusti accipe aurum et fac inde sigillum ut superius. Et sculpetur in eo forma Leonis(...) et dum mallio ferietur dicas: exurge Leo de tribus Judas et intende iudicio meo, deus meus in causam meam". Postea dicatur Psalmus: "Iudica me deus et discerne causam mea.
Sternbild Schwan (Hyginus - De astronomia) - Megalithstatue im Saba-Stil für die Astralmedizin des Arnald von Villanova. Die dargestellte Statue wurde aus offensichtlichen statischen Gründen mit offenen Flügeln versehen. Arnoldus Saxo in Liber de Floridus: „Si sinveneris in quo sit Signum (Sc. Cygnum) quod preest Aquario, ille lapis procul dubio te liberabit a paralisi et a febre quartana“.
Sternbild Pfeil (Hyginus - De astronomia) - Megalithstatue im Saba-Stil für die Astralmedizin des Arnald von Villanova. Sigillum est Sagittarii: die ergo 15 precedente Kalendas decembris accipiatur aurum purum et fiat inde sigillum rotundum et dum percuties cum malleo dicas «Exurge domme Jhesu Chnste in occursum meum et vide tu domine deus virtutum deus Israel». Psalmus «Eripe me domine de inimicis meis» et sculpetur in eo figura Sagittarii et dum Sol est in eo et in circumferentia Sagittari figuretur «Scharphiel, sanctus spiritus, sanctus Iudas» et in circumferentia alterius partis fit «Jhesus autem tran siens per medium illorum ibat». Et in medio "Sabaoh athanatos". Valet autem in generali epileticis et demoniacis et maniacis et arteticis et sciaticis et contra febrem de colera putrefacta et ad multa alia.
Sternbild Schlange (Hyginus - De astronomia) - Megalithstatue im Saba-Stil für die Astralmedizin des Arnald von Villanova.
Sternbild Becher (Hyginus - De astronomia) - Megalithstatue im Saba-Stil für die Astralmedizin des Arnald von Villanova.
Sternbild Hydra (Hyginus - De astronomia) - Megalithstatue im Saba-Stil für die Astralmedizin des Arnald von Villanova.
Sternbild Ophiuchus (Hyginus - De astronomia) - Megalithstatue im Saba-Stil für die Astralmedizin des Arnald von Villanova.

## Gallery

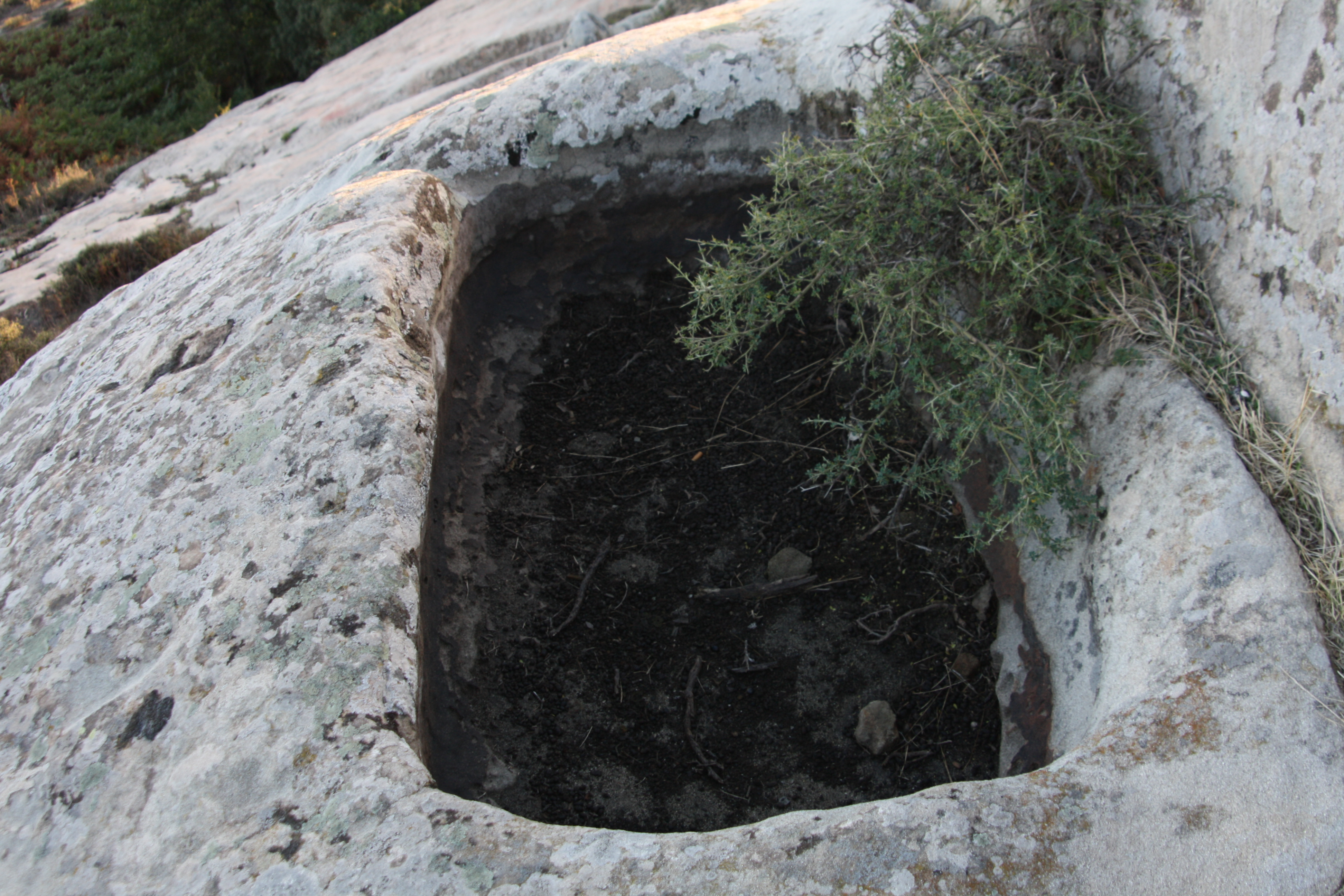
Waschbecken
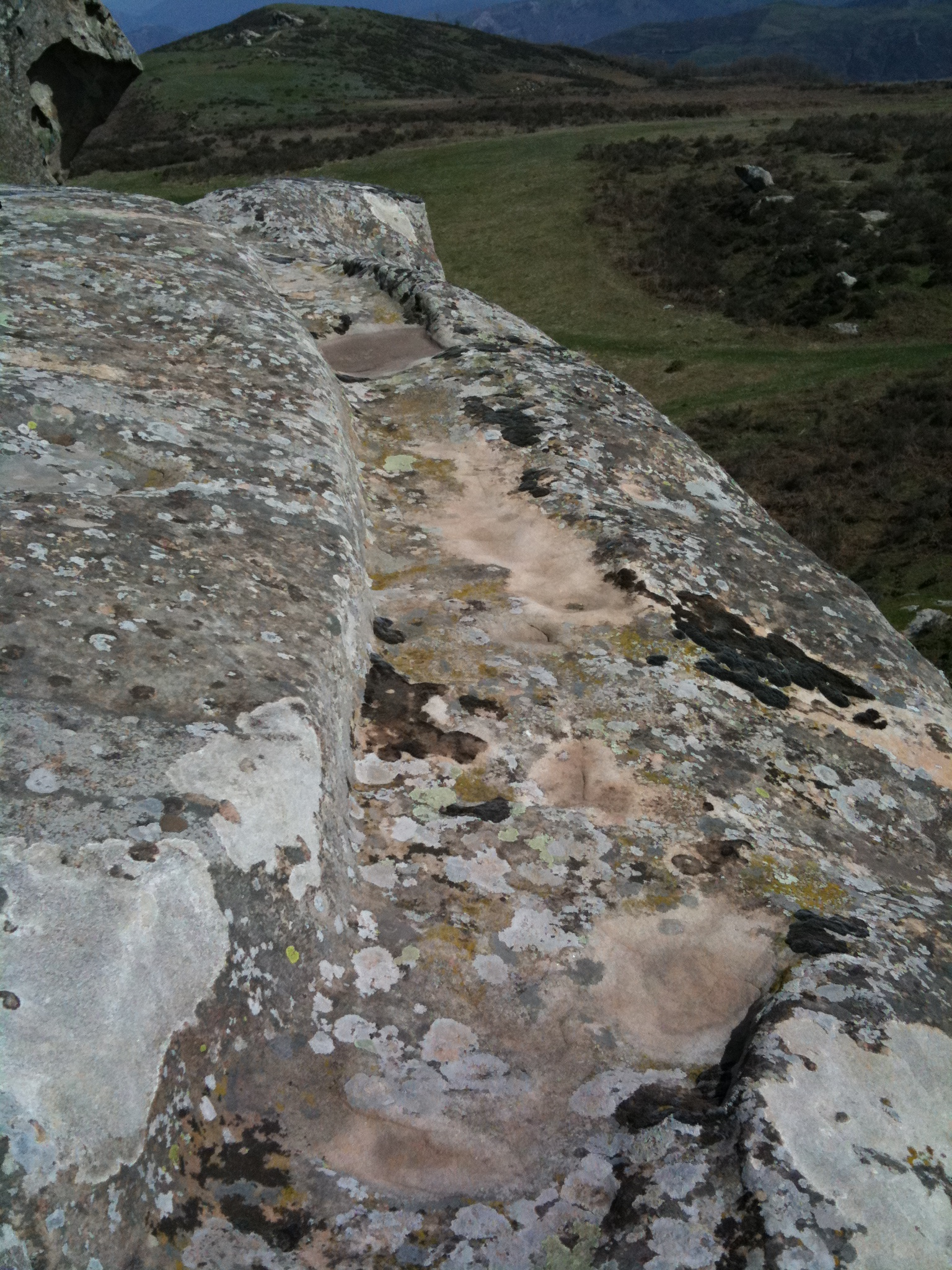
Sextant
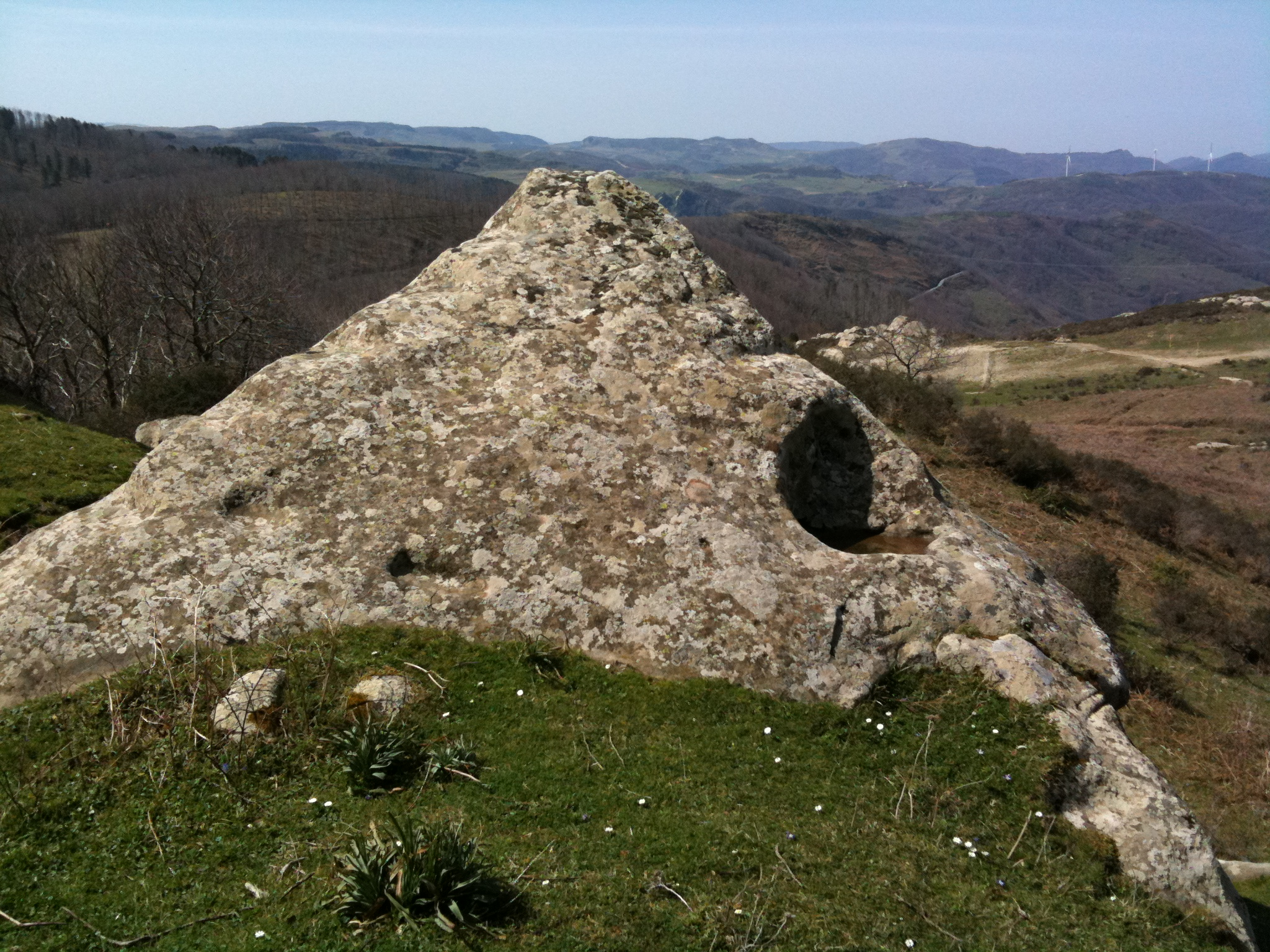
Tetragramm
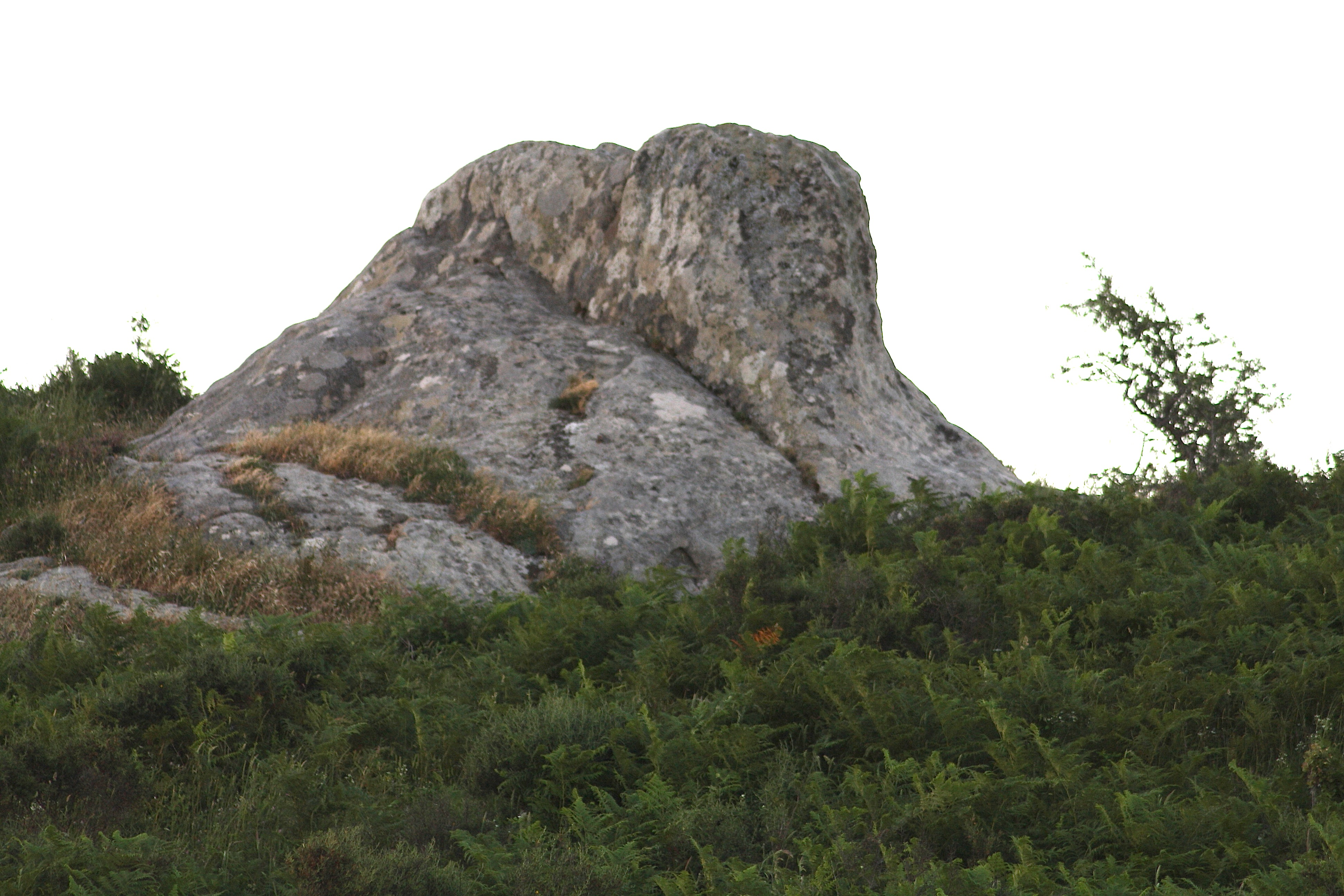
Löwe
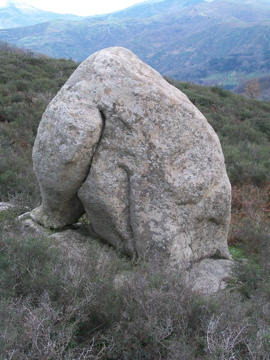
Schwan
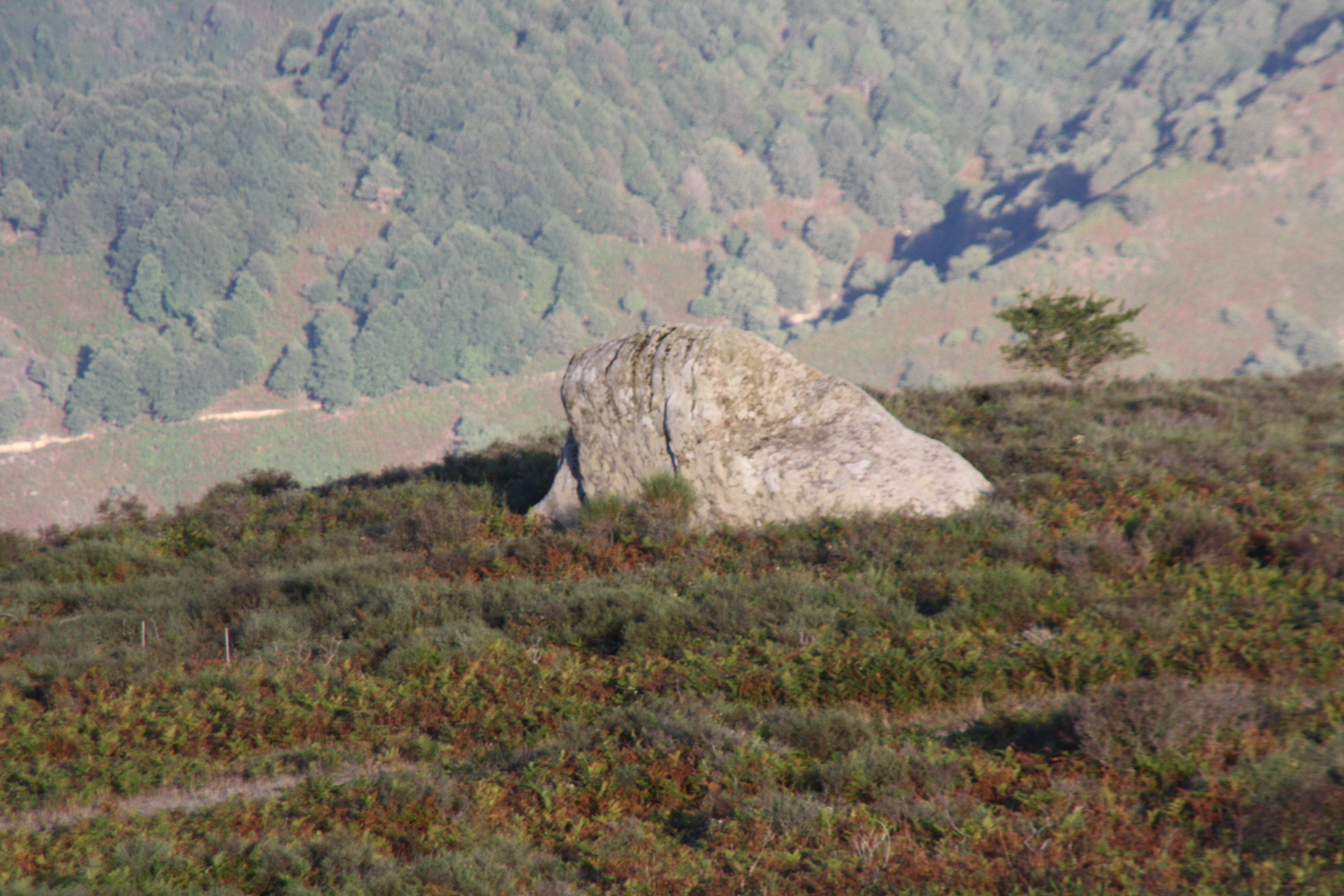
Pfeil
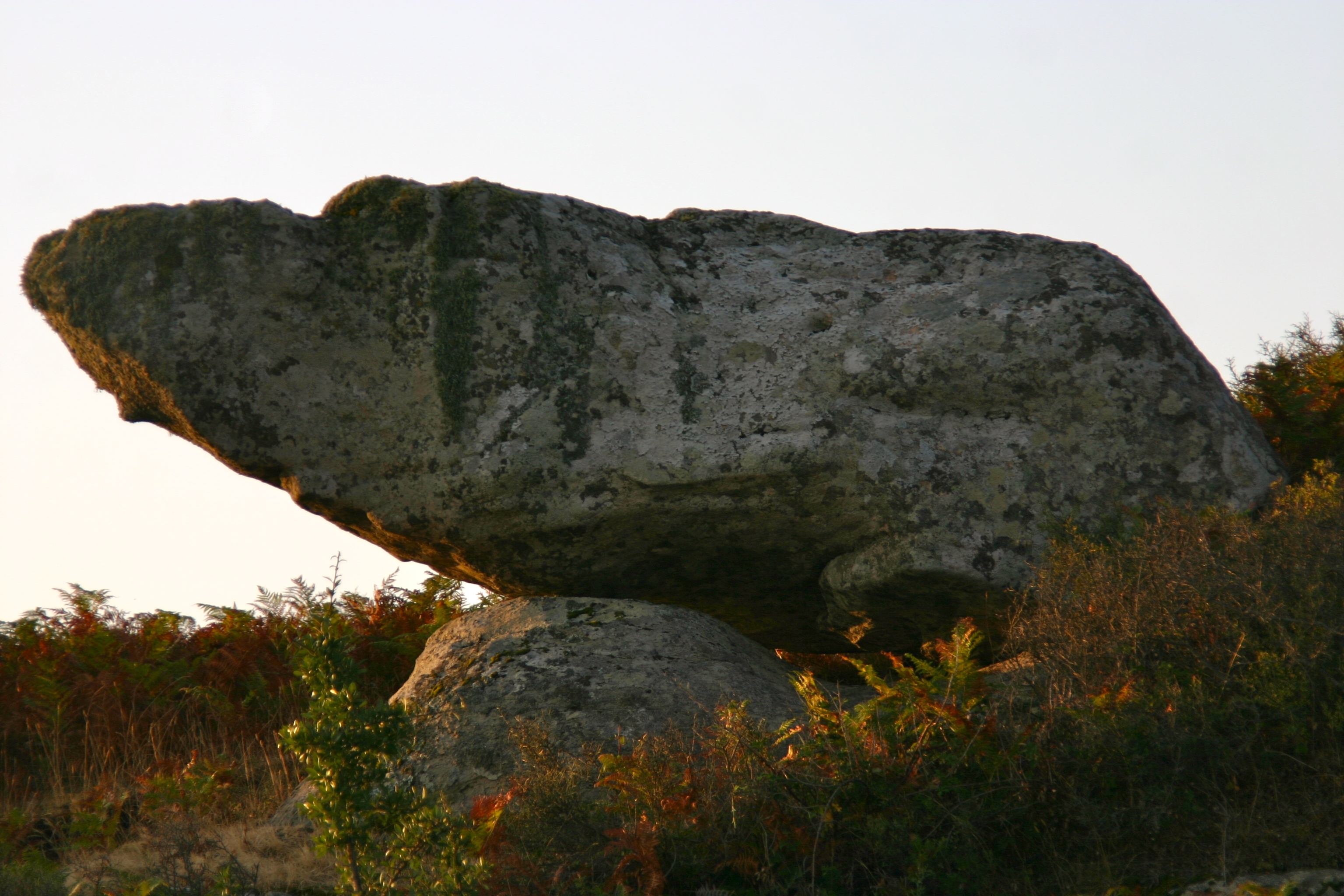
Schlange
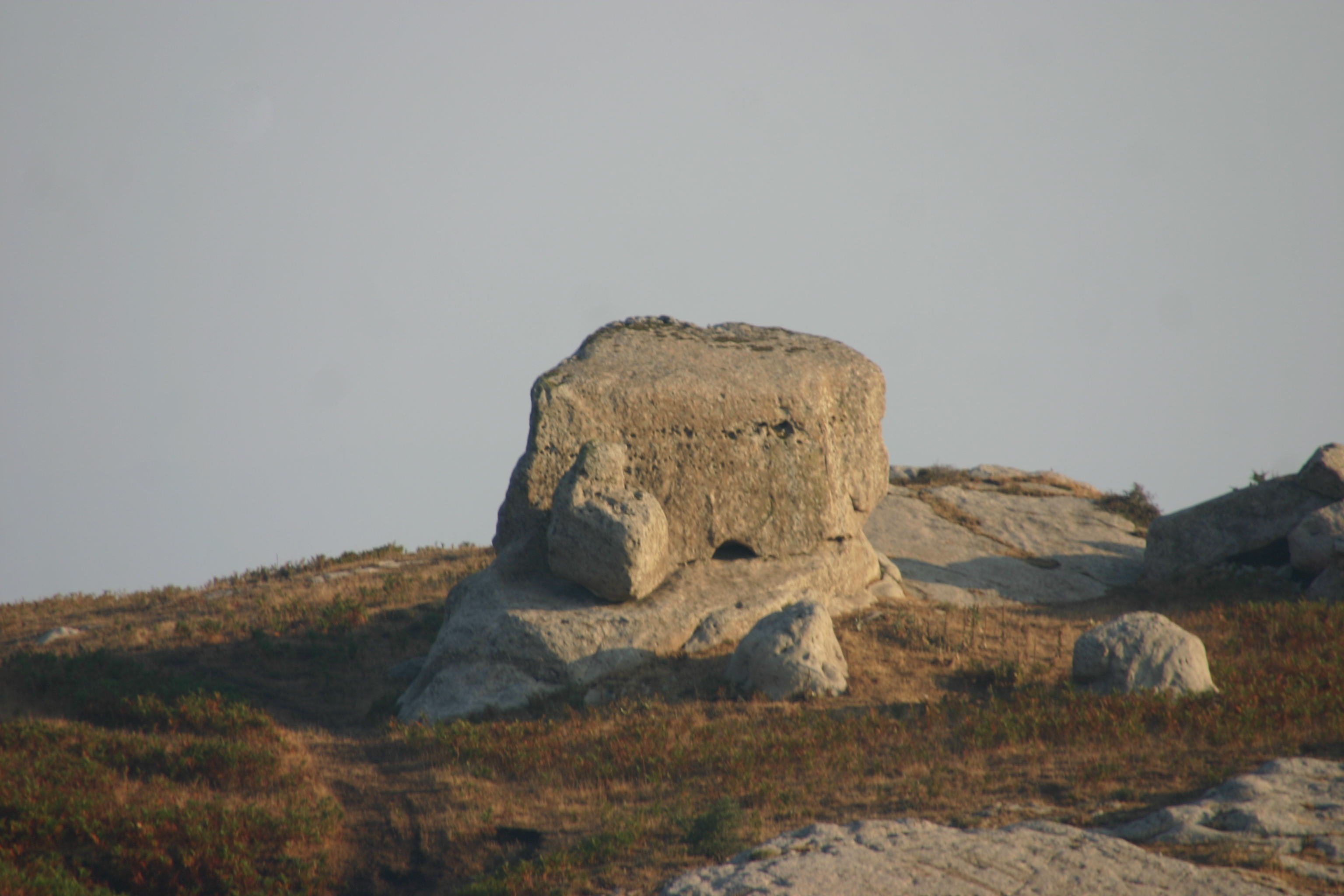
Becher
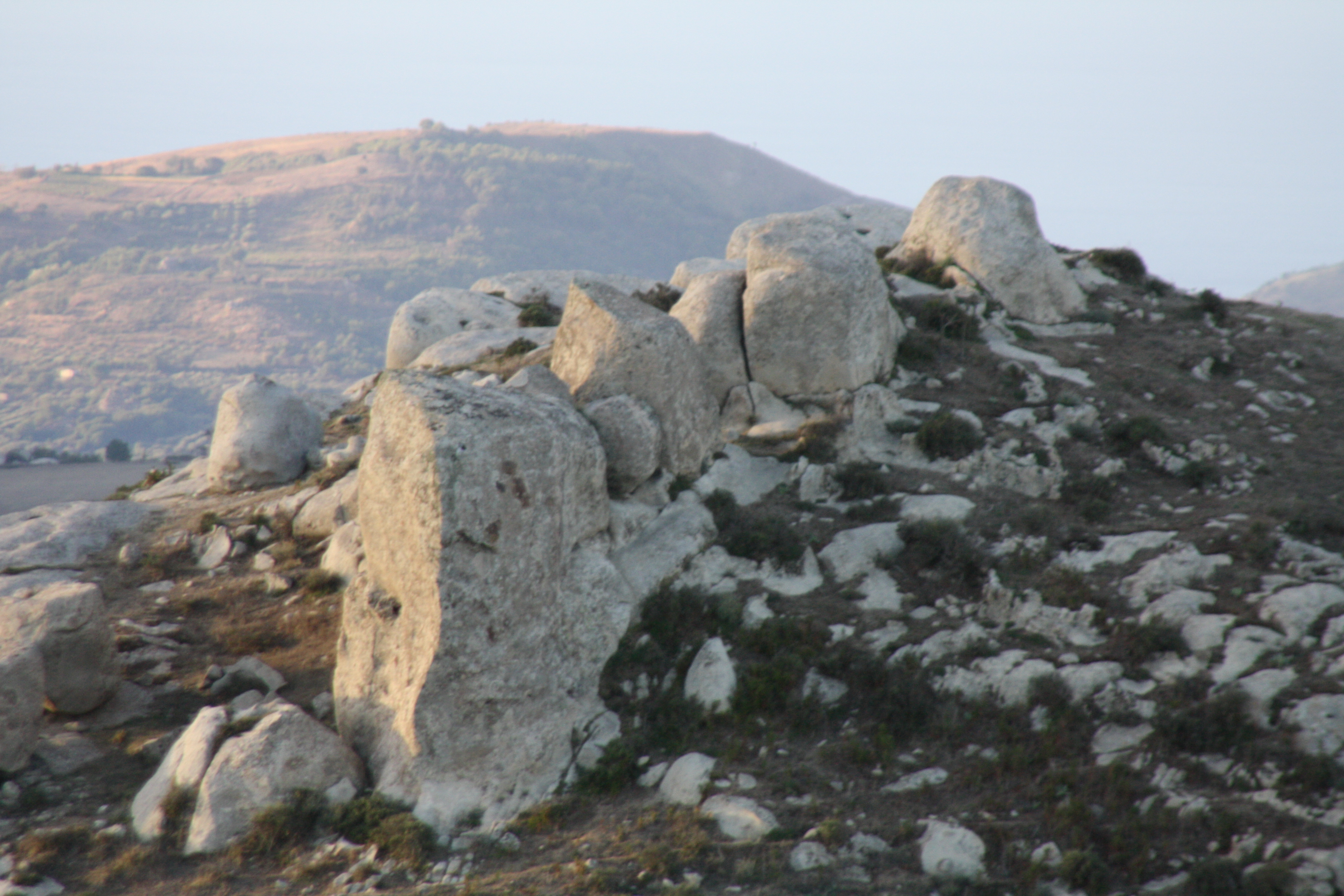
Hydra
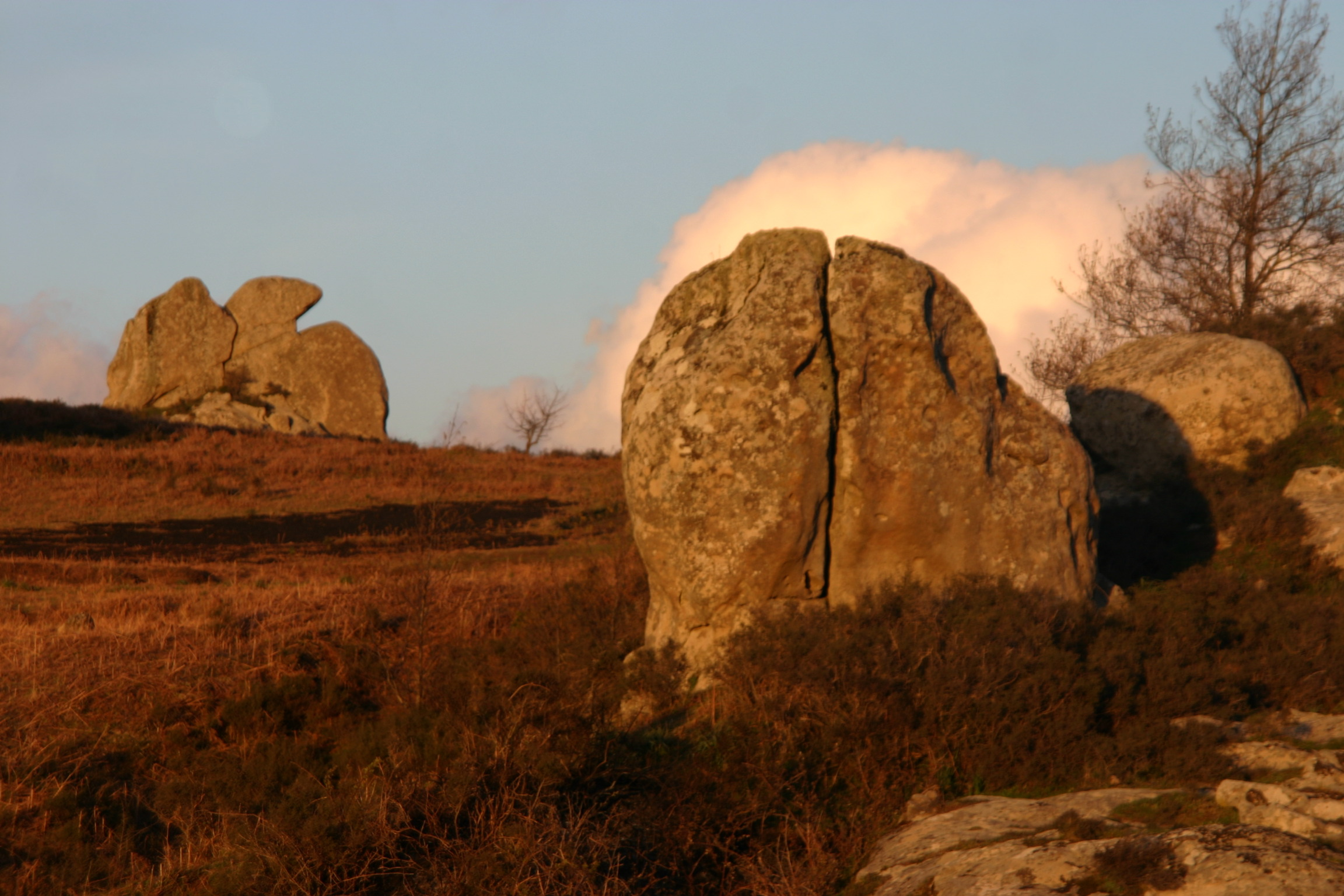
Salpeter und Adler